# Santo Emanuele
Santo Emanuele (Nicosia, 7 luglio 1893 – Catania, 30 giugno 1977) è stato un militare e agente segreto italiano.

## Biografia
Entrato alla Scuola Militare di Napoli, Emanuele fu nominato Sottotenente dell'Esercito il 21 marzo 1915. Nel 1917 divenne Ufficiale dei Carabinieri. 
Nei gradi subalterni fu presso il 7° Gruppo Legioni CCRR di Palermo nel 1923, presso la Legione CCRR di Bari, divisione di Lecce nel 1928 e presso la Divisione di Perugia  nel 1932.
Dall'aprile 1934 fu Vicecapo del Controspionaggio (Sezione III) del Servizio Informazioni Militare (SIM). Divenne nel 1936, con il grado di Tenente Colonnello (anzianità 10 dicembre 1934), capo della sezione controspionaggio, prendendo il posto del collega Giuseppe Pièche.
Fu uno degli ideatori dell'assassinio dei fratelli Rosselli, unitamente al generale Mario Roatta, al colonnello Paolo Angioy e al maggiore Roberto Navale, probabilmente con la tacita approvazione del ministro degli Esteri Galeazzo Ciano e del suo capo di gabinetto Filippo Anfuso. L'assassinio avvenne in Francia ad opera di militanti dell'organizzazione di estrema destra francese Cagoule, guidati da Jean Filliol.
Emanuele è promosso colonnello per meriti eccezionali il 30 giugno 1938, permanendo nello stesso incarico.
Nell'aprile 1940, in rotta con i vertici del SIM, ottenne che la sezione III divenisse autonoma, con la dizione Controspionaggio militare e servizi speciali (CSMSS). I sogni di autonomia di Emanuele cessano nel gennaio 1941, quando viene dimissionato con l'accusa di avere responsabilità in un grosso ammanco di cassa. Nominato il 15 gennaio 1941 comandante della legione CC RR di Padova, nel luglio è costretto a dimettersi dall'arma.
Rientrato in servizio dopo la liberazione di Roma, il 16 settembre 1944 è arrestato a Roma; nei successivi interrogatori ammette le proprie responsabilità nell'omicidio Rosselli, coinvolgendo l'ex superiore Roatta. Il processo inizia nel gennaio 1945 e si conclude due mesi più tardi con la condanna di Emanuele all'ergastolo. Nel processo di appello del 1949 viene assolto per insufficienza di prove. Morì a Catania nel 1977.